# Stanton (condado de Dunn, Wisconsin)
Stanton es un pueblo ubicado en el condado de Dunn en el estado estadounidense de Wisconsin. En el Censo de 2010 tenía una población de 791 habitantes y una densidad poblacional de 9,02 personas por km².

## Geografía
Stanton se encuentra ubicado en las coordenadas 44°59′21″N 92°4′43″O / 44.98917, -92.07861. Según la Oficina del Censo de los Estados Unidos, Stanton tiene una superficie total de 87.72 km², de la cual 87.7 km² corresponden a tierra firme y (0.02%) 0.02 km² es agua.

## Demografía
Según el censo de 2010, había 791 personas residiendo en Stanton. La densidad de población era de 9,02 hab./km². De los 791 habitantes, Stanton estaba compuesto por el 97.85% blancos, el 0% eran afroamericanos, el 1.14% eran amerindios, el 0% eran asiáticos, el 0% eran isleños del Pacífico, el 0.38% eran de otras razas y el 0.63% pertenecían a dos o más razas. Del total de la población el 1.01% eran hispanos o latinos de cualquier raza.